# Schatten des Wolfes
Schatten des Wolfes (auch: Der Schatten des Wolfes) ist ein französisch-kanadischer Abenteuerfilm aus dem Jahr 1992, der das Volk der Inuit zum Hintergrund hat. Literarische Vorlage ist der Roman Agaguk von Yves Thériault.

## Handlung
1935, im Norden Kanadas: Agaguk, der Häuptlingssohn, lebt in der Arktis unter seinem Volk, bis er in einem Streit den weißen Händler Brown tötet. Zusammen mit dem Mädchen Iriook verlässt er gegen den Willen seines Vaters Kroomak, des Schamanen, das Heimatdorf und baut sich ein eigenes Iglu. Die Kunde vom Tode Browns ruft Polizist Henderson in das Inuit-Dorf, wo er bei Ramook wohnt. Er kann gegen die Dorfgemeinschaft nichts ausrichten und wird rituell getötet.
Unterdessen hat Agaguk mit der nun schwangeren Iriook das Dorf seiner Freundin erreicht. Sie bleiben dort, bis bei einem Walfang der Dorfvorsteher ums Leben kommt. Agaguk und Iriook wohnen nun wieder allein. Das Kind, ein Junge, kommt zur Welt; Agaguk wird auf der Jagd nach einem Wolf schwer verwundet und muss wieder gesundgepflegt werden.
Das Flugzeug bringt viele Polizisten ins Dorf Kroomaks. Um die Gemeinschaft zu retten, hilft Kroomak dem Polizeichef Scott bei der Suche nach Agaguk, lässt ihn aber zuvor warnen. Scott findet ihn trotzdem; Kroomak nimmt alle Schuld auf sich und setzt Agaguk als neuen Schamanen ein. Nach seiner Verhaftung stürzt er sich aus dem Flugzeug und wird zum Vogel.

## Kritiken
„Abenteuerfilm um den Einbruch der Zivilisation in eine intakte Gemeinschaft. Er überzeugt durch hervorragende Landschaftsaufnahmen und solide Darsteller, ist insgesamt aber zu zerfahren inszeniert und behandelt die interessanten ethnischen Aspekte zu oberflächlich.“

„Hartes Abenteuer mit tollen Naturaufnahmen. – Naturalistisches Ethno-Drama.“

## Auszeichnungen
- Nominierung als Bester Film beim Festival Internacional de Cinema do Porto 1993
- Gewinner der Genie Awards in den Kategorien Ausstattung und Kostüme 1993